# Chambornay-lès-Bellevaux
Chambornay-lès-Bellevaux é uma comuna francesa na região administrativa de Borgonha-Franco-Condado, no departamento de Alto Sona. Estende-se por uma área de 5,89 km². Em 2010 a comuna tinha 191 habitantes (densidade: 32,4 hab./km²).